# Jimmy Cooks
Jimmy Cooks è un singolo del rapper americano-canadese Drake, pubblicato l'11 ottobre 2022 come terzo estratto dal settimo album in studio Honestly, Nevermind. La canzone è l'unica dell'album che vede la collaborazione di un artista, il rapper anglo-americano 21 Savage.
Nonostante sia stata rilasciata alle radio contemporanee solamente nell'ottobre, negli Stati Uniti Jimmy Cooks riscosse molto successo in concomitanza con la pubblicazione dell'album avvenuta nel giugno 2022. Infatti, nella settimana di pubblicazione del 2 luglio 2022 della classifica statunitense Billboard Hot 100, la canzone debuttò direttamente alla prima posizione, diventando la 62ª canzone a ottenere questo risultato, nonché il settimo debutto in vetta alla classifica per il rapper canadese. Jimmy Cooks rappresenta, inoltre, l'11ª numero uno di Drake e la 2ª di 21 Savage.

## Descrizione
In linea generale, la canzone parla del "viaggio professionale" di Drake e fa dei riferimenti alla sua precedente carriera da attori. La canzone è stata apprezzata per gli elementi "rari" di rap, che mancano nell'album di appartenenza in quanto pieno di canzoni dance. Nella canzone vengono citati i giocatori dell'NBA Shaquille O'Neal e Kobe Bryant, così come lo schiaffo di Will Smith nei confronti di Chris Rock durante la notte degli Oscar 2022. I rapper fanno anche un omaggio ai defunti artisti Lil Keed e DJ Kay Slay. Il titolo della canzone si ispira al personaggio che Drake interpretò dalla 1ª alla 8ª stagione della serie Degrassi: The Next Generation, Jimmy Brooks.

## Accoglienza
Justin Curto di Vulture ha elogiato le capacità di Drake di trasferire delle sensazioni reali agli ascoltatori, così come l'abilità di 21 Savage di rendere la canzone "ancora più energica e di valore". Armon Sadler di Uproxx ha notato una somiglianza con il singolo Knife Talk, estratto dal precedente album Certified Lover Boy, definendo la canzone come una "parte 2" dell'altro brano. Michael Saponara di Billboard ha scritto che Jimmy Cooks poteva essere considerata come la miglior canzone dell'album Honestly, Nevermind.

## Video musicale
Il video musicale di accompagnamento è stato pubblicato il 23 ottobre 2022 ed è stato utilizzato principalmente come mezzo per annunciare l'album collaborativo dei due rapper, Her Loss, che sarebbe stato rilasciato il prossimo 4 novembre 2022.

## Classifiche

### Classifiche settimanali
| Classifica (2022) | Posizione massima |
| ----------------- | ----------------- |
| Australia         | 4                 |
| Austria           | 12                |
| Canada            | 1                 |
| Danimarca         | 34                |
| Francia           | 98                |
| Germania          | 34                |
| Grecia            | 2                 |
| Irlanda           | 9                 |
| Islanda           | 5                 |
| Italia            | 98                |
| Lituania          | 14                |
| Lussemburgo       | 4                 |
| Nuova Zelanda     | 3                 |
| Paesi Bassi       | 24                |
| Portogallo        | 18                |
| Regno Unito       | 7                 |
| Slovacchia        | 71                |
| Spagna            | 80                |
| Stati Uniti       | 1                 |
| Sudafrica         | 1                 |
| Svezia            | 45                |
| Svizzera          | 5                 |

### Classifiche di fine anno
| Classifica (2022) | Posizione |
| ----------------- | --------- |
| Australia         | 64        |
| Canada            | 26        |
| Islanda           | 43        |
| Stati Uniti       | 33        |
| Svizzera          | 96        |
| Classifica (2023) | Posizione |
| Australia         | 95        |
| Islanda           | 57        |

## Date di pubblicazione
| Paese                 | Data            | Formato                | Fonte  |
| --------------------- | --------------- | ---------------------- | ------ |
| Stati Uniti d'America | 11 ottobre 2022 | Contemporary hit radio | [ 12 ] |
| Italia                | 28 ottobre 2022 | Contemporary hit radio | [ 37 ] |